# Barry Madlener

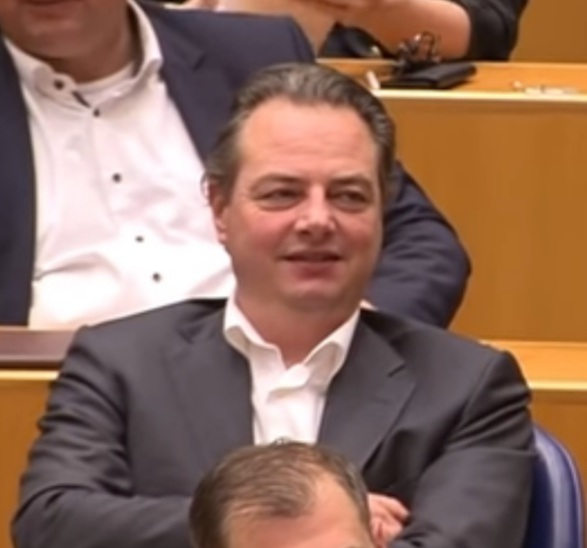
B. Madlener (2017)

Barry Madlener (* 6. Januar 1969 in Leiden) ist ein niederländischer Politiker. Er steht der Partij voor de Vrijheid nahe, die er in mehreren Parlamenten vertreten hat. Im Kabinett Schoof war er von Juli 2024 bis Juni 2025 Minister für Infrastruktur und Wasserwirtschaft.

## Leben
Madlener wuchs im Ort Oostvoorne (Ortsteil von Voorne aan Zee) auf und schloss seine Ausbildung mit dem Havo in Rotterdam ab. Danach war er als Immobilienmakler tätig; diesen Beruf gab er erst 2008 auf. Er und Kay van der Linde waren 2001 unter den Parteigründern von Leefbaar Rotterdam (deutsch: Lebenswertes Rotterdam) und Leefbaar Nederland, die ideologisch dem Parteichef Pim Fortuyn folgte. Madlener galt als ein Vertrauter Fortuyns, welcher im Mai 2002 ermordet wurde. Madlener wurde am 14. März 2002 Mitglied im Stadtrat von Rotterdam für Leefbar Rotterdam, die in einem Überraschungserfolg bei den Wahlen 17 Sitze errungen hatte. Madlener wurde Sprecher seiner Partei für Infrastrukturmaßnahmen und setzte sich besonders für einen Universitätscampus der Erasmus-Universität Rotterdam ein. Er trat ferner für ein Verschleierungsverbot in kommunalen Behörden ein, und für die verpflichtende Teilnahme muslimischer Mädchen im gemischtgeschlechtlichen Sportunterricht. Aus dem Stadtrat schied Madlener zum 1. Juli 2007 aus.
Madlener entfernte sich zunehmend von bisherigen Parteifreunden wie Marco Pastors oder Joost Eerdmans und zählte zu den prominenten Unterstützern von Geert Wilders, der 2005 aus der VVD austrat, um im Anschluss seine Einmannpartei Partij voor de Vrijheid (PVV) zu gründen. Wilders wählte Madlener aus, um die PVV parlamentarisch zu vertreten. Madlener war darum vom 30. November 2006 bis zum 14. Juli 2009 Abgeordneter der PVV-Fraktion in der Zweiten Kammer der Generalstaaten.
Vom 14. Juli 2009 bis zum 19. September 2012 war Madlener dann für die PVV Abgeordneter im Europäischen Parlament sowie zugleich dortiger PVV-Fraktionssprecher. Er beteiligte sich unter anderem im Ausschuss für auswärtige Angelegenheiten und für die parlamentarische Zusammenarbeit mit der Türkei. Dabei vertrat er die Position, dass die Niederlande zu viel für die EU bezahlten, und dass die Türkei nicht EU-Mitglied werden solle. Im September 2012 kehrte er dann in die Zweite Kammer zurück, in welche er bei den Parlamentswahlen 2012 gewählt wurde. Er fiel unter anderem mit der Forderung auf, Hunde auf „marokkanische Steinewerfer“ in den niederländischen Straßen loszulassen. Er wurde 2017 wiedergewählt.
Am 2. Juli 2024 wurde Madlener zum Minister für Infrastruktur und Wasserwirtschaft im Kabinett Schoof ernannt. Am 3. Juni 2025 schied die Partij voor de Vrijheid aus der Regierung und er somit aus seinem Ministeramt aus.
Madlener wohnt in Rockanje (Ortsteil von Voorne aan Zee) und lebt privat seit 2002 mit einer Kroatin zusammen.